# Parsippany-Troy Hills Township (New Jersey)
Parsippany-Troy Hills (häufig auch nur kurz Parsippany) ist eine Gemeinde (Township) im Morris County des Bundesstaats New Jersey in den USA. Das U.S. Census Bureau ermittelte bei der Volkszählung 2020 eine Einwohnerzahl von 56.162.
Der Pokal des Super Bowls, die Vince Lombardi Trophy, wird hier hergestellt.
Neben Pharmafirmen wie Allergan, Gerber Products Company und Zoetis haben auch Avis Rent a Car, Century 21 Real Estate, PNY Technologies, Sun Chemical und Wyndham Worldwide hier ihren Sitz.
Die Baseball-Mannschaft Par-Troy East des Ortes am U.S. Highway 46 und den Interstates 80 und 280 nahm 2012 an den Kinderweltmeisterschaften teil.

## Persönlichkeiten
- Walter A. Shewhart (1891–1967), Physiker
- Dean Gallo (1935–1994), Politiker
- George Kurtz (* 1965), Unternehmer und Autorennfahrer
- Jane Krakowski (* 1968), Schauspielerin
- Laura Nativo (* 1980), Schauspielerin
- Tom Marchese (* 1987), Pokerspieler